# Esteban Trancón Ejarque
Esteban Trancón Ejarque (Barcelona, 7 de maig del 1945 – ?, c. juliol del 2014) fou un cuiner, milionari i activista català. Naturista des de l'adolescència, se'l considera una de les figures més emblemàtiques de l'imaginari social de Barcelona en el tombant del segle xx a xxi; també un dels darrers defensors més mediàtics i carismàtics per a la normalització del nudisme a l'espai públic de la capital catalana.
Popularitzat sovint com a atractiu turístic durant la dècada del 2000, és recordat pels seus passejos per les grans avingudes del Cap i Casal català. Anà sempre despullat i només abillat amb calçat, mitjons, una bossa de plàstic on duia cigarretes i farda i, a l'estiu, una gorra. Caracteritzat significativament pel cos ple de tatuatges —sobretot un de l'escut del FC Barcelona al pit i altres d'orenetes—, Trancón també destacà perquè la seva estètica nua incloïa una verga grossa de 20 centímetres, culminada per un pírcing al prepuci i els tatuatges d'una cara al pubis i d'uns calçotets negres a les natges i cuixes. La seva presència al carrer es recorda, per una banda, com a integradora i favorable a la diversitat cultural, a la llibertat d'expressió i als drets humans, si bé per l'altra se l'ha criticat com a incòmoda per a alguns sectors i de deixadesa de la ciutat. Ell sempre afirmà que la seva única raó per no dur roba era «ser lliure» i que entenia que altres no ho respectessin. Explicà haver patit una vida molt desafortunada: sa mare morí durant el treball de part, no veié a son pare durant més de 18 anys, fou abusat físicament i maltractat a l'internat i sa germana morí de càncer.
Resident a Andorra des de l'inici dels anys 1980 i com a treballador del restaurant d'un hotel, el 1985 guanyà 133 milions de pessetes (aproximadament 800.000 euros) amb la Quiniela espanyola, la loteria pública dedicada als resultats dels matxs de futbol de la lliga espanyola. D'aquest import, afirmà que en repartí més de 3 milions amb companys de feina i que es comprà immediatament un pis per uns altres 14 milions. Aquella sort li permeté retrobar-se amb el seu pare. Tanmateix, perdé la majoria dels diners guanyats amb la loteria al cap de pocs anys, segons ell per la mala voluntat d'un advocat que se n'aprofità, fet que el dugué a continuar amb una vida humil i, un cop jubilat, a sobreviure amb una pensió mínima i l'ajuda dels serveis socials de la Generalitat de Catalunya.
S'ha documentat que Trancón fou aturat en nombroses ocasions pels Mossos d'Esquadra i multat fins a sis cops per anar despullat per la via pública, però absolt en tots els casos per desinformació dels funcionaris. Sempre dugué a la bossa de plàstic una còpia impresa amb els articles de la llei que protegien els seus drets nudistes. El 2007, nogensmenys, sí que fou multat simbòlicament pel jutjat d'instrucció barceloní per desobediència a la Guàrdia Urbana, puix que es negà a vestir-se quan els agents li ho demanaren.
Arran de l'aprovació d'una ordenança municipal del Partit dels Socialistes de Catalunya (PSC), pactada amb Convergència i Unió sota el mandat de Jordi Hereu i Boher contra el nudisme urbà l'any 2011, Trancón deixà de practicar-lo sobtadament, fet que segons ell mateix «el condemnà a la invisibilitat». Des de llavors, tenint en compte que sempre afirmà que no estava connectat a les noves tecnologies, se li perdé el rastre social. Mort en una data i indret desconeguts, probablement el juliol del 2014, té la sepultura número 5155, a la novena agrupació de la via de Sant Francesc del cementiri de Montjuïc.